# Eliška Bartek

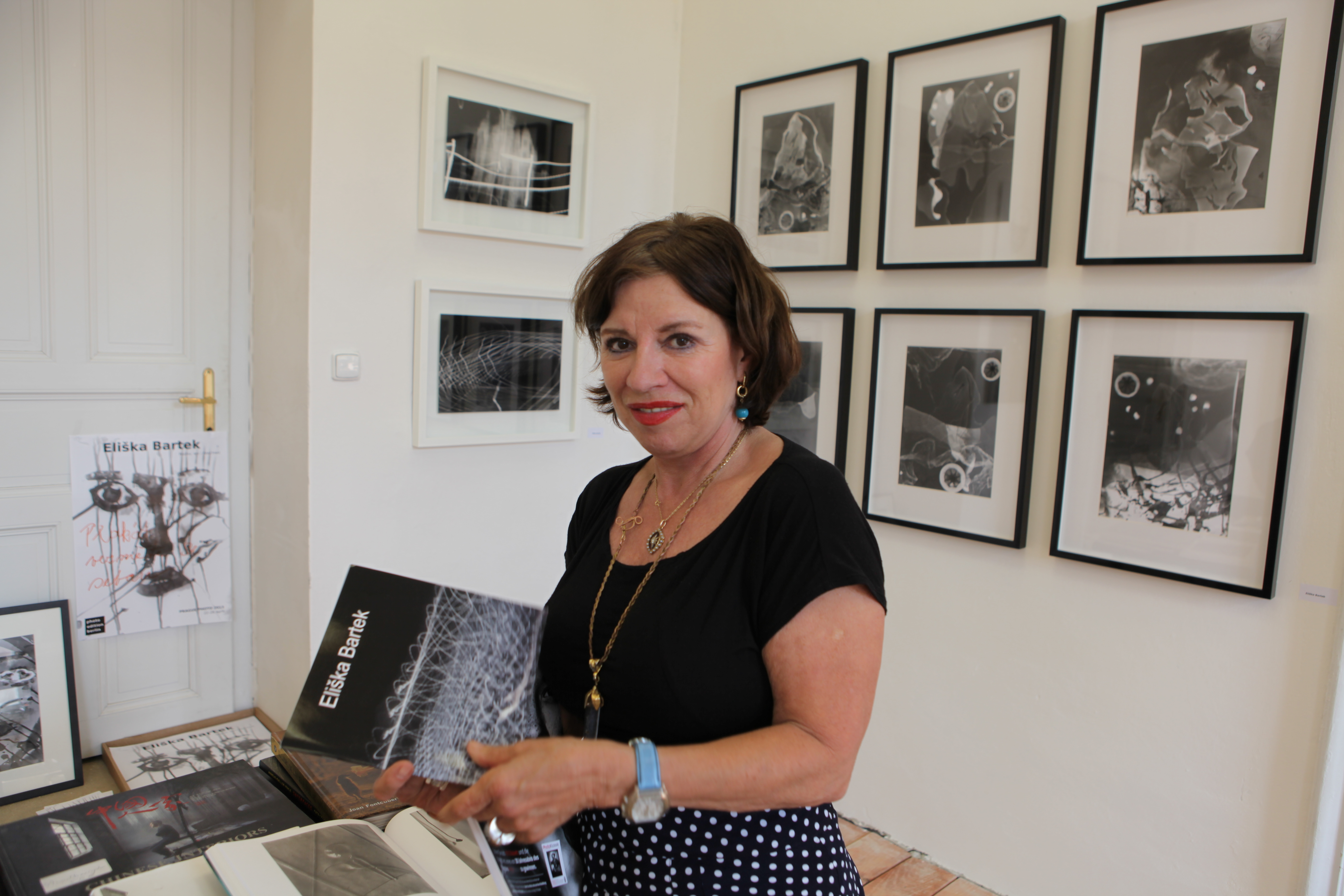
Eliška Bartek

Eliška Bartek (* 8. November 1950 in Nový Jičín) ist eine tschechische Fotografin, Malerin und Autorin. Sie lebt und arbeitet in Berlin und im Tessin.

## Leben
Bartek flüchtete 1972 in die Bundesrepublik Deutschland. Seit 1975 besitzt sie die Schweizer Staatsbürgerschaft. Von 1976 bis 1978 nahm sie Malunterricht bei Fritz Deutsch. Sie besuchte von 1979 bis 1983 die Zürcher Hochschule der Künste und von 1983 bis 1986 die Privatschule «Form und Farben» in Zürich. Zwischen 1995 und 1996 lebte sie in Wien und bekam ein Stipendium des Bundesministeriums für Bildung, Wissenschaft und Kultur. Seit 1997 lebt und arbeitet sie in Berlin und im Tessin.

## Werk
Bartek arbeitet seit Ende der 1980er Jahre an ihren abstrakten Fotoarbeiten und Malereien. Ihre Fotografien, Fotogramme und Glasklischeedrucke stehen eng in der Tradition der konkreten Fotografie und sind vom Konstruktivismus und Surrealismus beeinflusst. Große Aufmerksamkeit konnte ihre Arbeit mit floralen Elementen erlangen. Dabei fotografiert sie unterschiedlich farblich beleuchtete Blüten in extremer Nahaufnahme.
Ihre neoimpressionistischen Malereien thematisieren oft klassische Landschaftsansichten und versuchen deren Idylle zu hinterfragen.

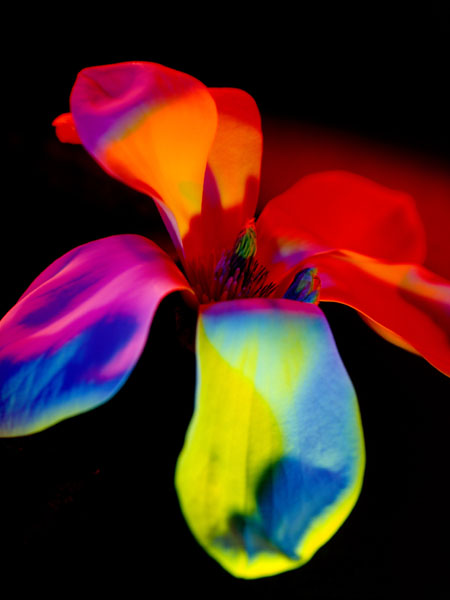
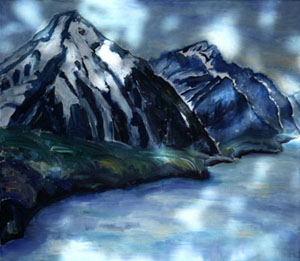
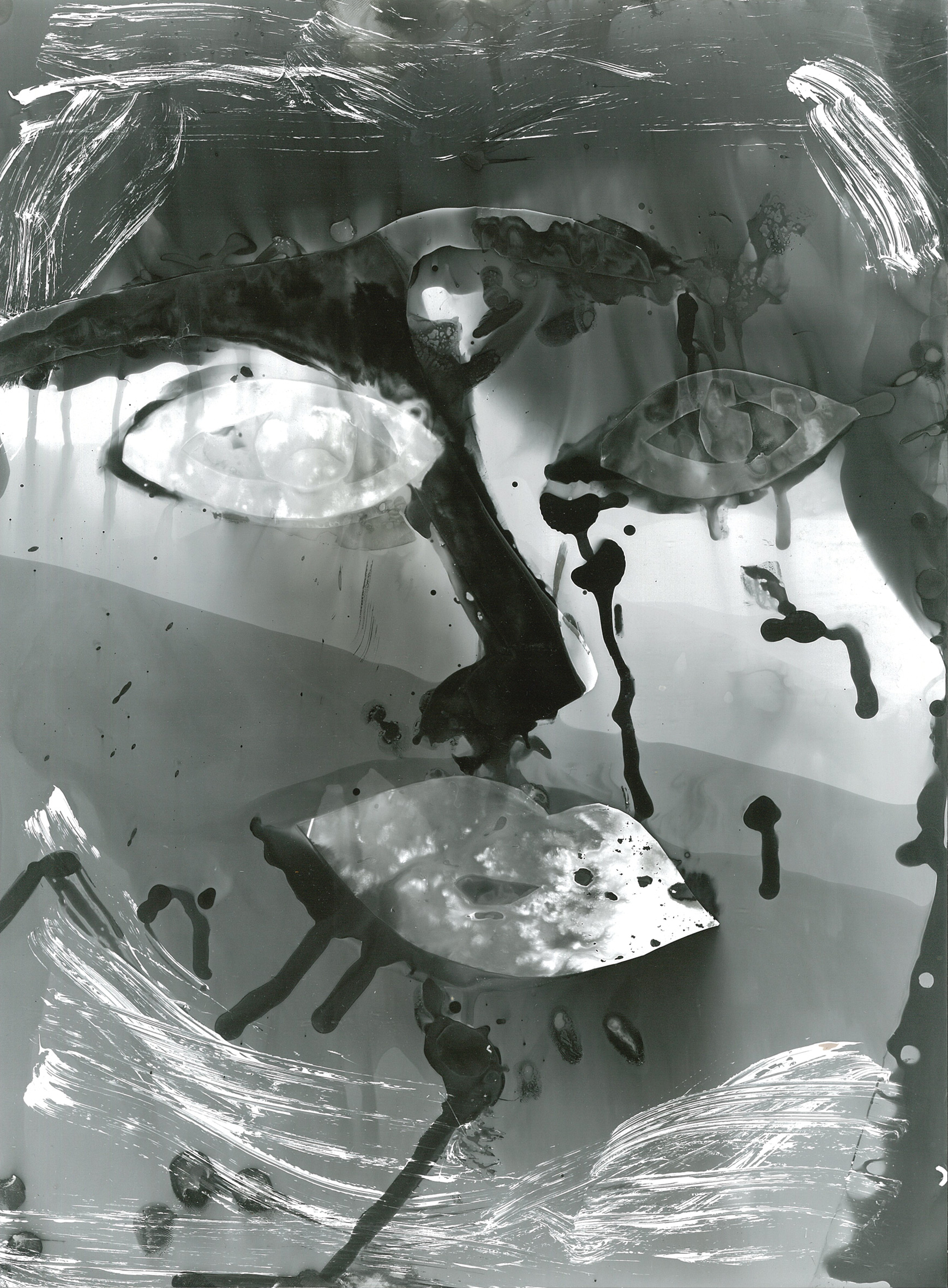
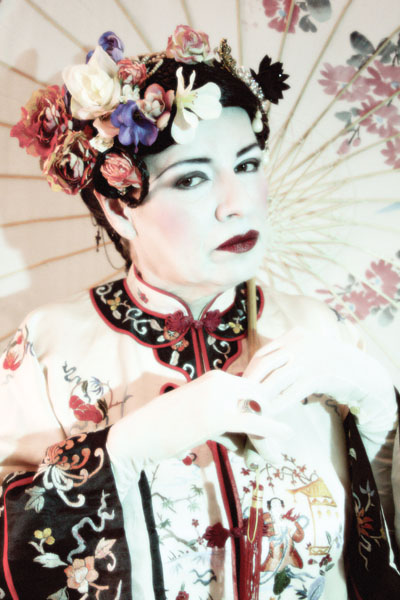

Im März 2024 erschien im Verlag Weissbooks ihr Debütroman "Und vor mir ein ganzes Leben". Die Malerin Eliška Bartek erzählt in ihrem ersten Roman eine einzigartige Lebensgeschichte.

## Ausstellungen (Auswahl)

### Einzelausstellungen
- 1989: Einzelausstellung, Galerie A16, Zürich, Katalog.
- 1990: Eliška Bartek, Galerie Hannah Feldmann, Bern, Katalog.
- 1992: Einzelausstellung, Museumsverein Werfen, Werfen (AT), Katalog.
- 1995: Im Zwischenraum, Kunsthaus Zug, Zug, Katalog.
- 1996: Einzelausstellung, Galerie Victor Feldjuschin, Zürich.
- 1998: Einzelausstellung, Projektraum, Leipzig.
- 2002: Kvetoslava, Galerie & Edition Artelier, Graz.
- 2004: Solo Exhibition, Kunsthalle Vierseithof, Luckenwalde.
- 2004: Und abends blüht die Moldau. Galerie Michael Schultz, Berlin, Katalog.
- 2007: Grüne Welt, Chinas Beijing Institute of Culture and Art of the Oriental and Western Celebrities, Lianyungang, Katalog.
- 2009: Stille, ROSPHOTO,The Russian Center for Photography, Sankt Petersburg, Katalog.
- 2010: Berge versetzen. Haus am Lützowplatz, Berlin, Katalog.
- 2011: Ich kann mich an nichts erinnern…. Galerie Hiltawsky, Berlin, Katalog.
- 2015: Geheime Fotografie - Cliché Verre und Fotogramme. PHOTO EDITION BERLIN, Berlin, Katalog.

### Gruppenausstellungen
- 1988: Accrochage, Kunstmuseum Luzern, Luzern.
- 1989: Contemporary German Art, Gallery Alena Adlung, New York.
- 1993: Gruppenausstellung, Kunstmuseum Luzern, Luzern.
- 2010: LEBEN elementar. Internationale Fototage, Trier, Katalog.
- 2010: Beauty – The Flower Show, Artists’ Cooperative Gallery, Omaha (USA).
- 2011: HotSpot Berlin – Eine Momentaufnahme, Georg Kolbe Museum, Berlin.
- 2012: Flying, Künstlerhaus Bethanien, Berlin.
- 2012: Beauty – Flowers in Contemporary Photography, Tokyo Art Museum, Tokyo, Katalog.
- 2013: Prague Photo Festival, Prague Photo, Prag.
- 2013: Flowers and Mushrooms, Museum der Moderne Salzburg, Salzburg, Katalog.
- 2015: Czech Fundamental, Museo di Roma in Trastevere, Rom, Katalog.

## Werke
- Havanna, die Diva der Antillen. S. Fischer, Frankfurt am Main 2016, ISBN 978-3-86455-071-3.
- Und vor mir ein ganzes Leben. Weissbooks, Berlin 2024, ISBN 978-3-86337-214-9.